# Vado a vivere... minicase
Vado a vivere... minicase (Tiny House Hunters) è stato un docu-reality statunitense, andato in onda dal 2014 al 2017 su HGTV e trasmesso in Italia dalla versione italiana della rete.

## Format
La trasmissione segue l'attività di una famiglia o di un single, disposti a vendere la propria abitazione per acquistare una casa di dimensioni ridotte. In ogni puntata un venditore propone ai compratori tre abitazioni di dimensioni inferiori ai 56 m2. Alla fine della puntata gli acquirenti ne scelgono una e viene mostrato com'è stata arredata passato un po' di tempo.
Il programma televisivo è uno spin-off di House Hunters.

## Episodi
| Stagione         | Puntate | Prima TV USA | Prima TV Italia |
| ---------------- | ------- | ------------ | --------------- |
| Prima stagione   | 5       | 2014         | 2014            |
| Seconda stagione | 20      | 2015-2016    | 2016            |
| Terza stagione   | 29      | 2016         | 2017            |
| Quarta stagione  | 30      | 2017         | 2020            |

### Stagione 1[3]
| nº | Titolo                                                              | Prima TV USA | Prima TV Italia |
| -- | ------------------------------------------------------------------- | ------------ | --------------- |
| 1  | Due sposini di Jersey City cercano una casetta in campagna          | 2014         | 2014            |
| 2  | Una famiglia numerosa cerca una casetta più piccola                 | 2014         | 2014            |
| 3  | Una casetta nel frutteto per due coltivatori dell'Oregon            | 2014         | 2014            |
| 4  | Una terapeuta del suono cerca una casetta in California meridionale | 2014         | 2014            |
| 5  | Una vigilessa del fuoco cerca una casetta a Savannah                | 2014         | 2014            |

### Stagione 2
| nº | Titolo                        | Prima TV USA | Prima TV Italia |
| -- | ----------------------------- | ------------ | --------------- |
| 1  | Casa per infermiera           | 2015         | 2016            |
| 2  | Una piccola casa nel frutteto | 2015         | 2016            |
| 3  | Riallocare i genitori         | 2015         | 2016            |
| 4  | La vita in Paradiso           | 2015         | 2016            |
| 5  | Nel cortile della mamma       | 2015         | 2016            |
| 6  | Nuovo inizio, piccolo spazio  | 2015         | 2016            |
| 7  | Minicasa in Ohio              | 2015         | 2016            |
| 8  | Grandi aspettative            | 2015         | 2016            |
| 9  | Casetta per cinque            | 2015         | 2016            |
| 10 | Ridimensionamento             | 2015         | 2016            |
| 11 | Minicasa per viaggiatore      | 2015         | 2016            |
| 12 | Casa per fotografo            | 2015         | 2016            |
| 13 | A prova di uragano            | 2015         | 2016            |
| 14 | Dreaming California           | 2015         | 2016            |
| 15 | Casa per papà single          | 2015         | 2016            |
| 16 | Piccola casa per cani         | 2015         | 2016            |
| 17 | Casa per insegnante           | 2015         | 2016            |
| 18 | Minuscola vita in Kentucky    | 2015         | 2016            |
| 19 | Coppia cerca casa             | 2016         | 2016            |
| 20 | Un nuovo inizio a Vancouver   | 2016         | 2016            |

### Stagione 3
| nº | Titolo                            | Prima TV USA | Prima TV Italia |
| -- | --------------------------------- | ------------ | --------------- |
| 1  | Da militare a minuscola           | 2016         | 2017            |
| 2  | Sogni di ridimensionamento        | 2016         | 2017            |
| 3  | Nuovo inizio ad Asheville         | 2016         | 2017            |
| 4  | Piccola casa per musicista        | 2016         | 2017            |
| 5  | Casa di mamma                     | 2016         | 2017            |
| 6  | Libero di essere mini             | 2016         | 2017            |
| 7  | Casa minuscola in Colorado        | 2016         | 2017            |
| 8  | Piccola casa per viaggiare        | 2016         | 2017            |
| 9  | Piccola casa per artisti          | 2016         | 2017            |
| 10 | Ritorno alla natura               | 2016         | 2017            |
| 11 | Minimal e mini                    | 2016         | 2017            |
| 12 | Viaggiatori in mini casa          | 2016         | 2017            |
| 13 | Ricomincio da capo                | 2016         | 2017            |
| 14 | Piccolo e semplice                | 2016         | 2017            |
| 15 | Piccola casa per neo genitori     | 2016         | 2017            |
| 16 | Dall'aperto alla mini casa        | 2016         | 2017            |
| 17 | Costruire la propria piccola casa | 2016         | 2017            |
| 18 | Cercasi minibarca                 | 2016         | 2017            |
| 19 | Spirito libero                    | 2016         | 2017            |
| 20 | Piccola casa mobile per 5         | 2016         | 2017            |
| 21 | Trasferirsi ad Austin             | 2016         | 2017            |
| 22 | Studenti cercano casa             | 2016         | 2017            |
| 23 | Casa per architetto               | 2016         | 2017            |
| 24 | Piccola casa in Florida           | 2016         | 2017            |
| 25 | Piccola casa al mare              | 2016         | 2017            |
| 26 | Piccola casa in California        | 2016         | 2017            |
| 27 | Piccola casa per adolescenti      | 2016         | 2017            |
| 28 | Una minicasa in Texas             | 2016         | 2017            |
| 29 | Minicasa da restaurare cercasi    | 2016         | 2017            |

### Stagione 4
| nº | Titolo                        | Prima TV USA | Prima TV Italia |
| -- | ----------------------------- | ------------ | --------------- |
| 1  | Mini casa per biker           | 2017         | 2020            |
| 2  | Scommessa sulla fattoria      | 2017         | 2020            |
| 3  | Una mini-casa bohemien        | 2017         | 2020            |
| 4  | Piccola casa in California    | 2017         | 2020            |
| 5  | La coppia militare            | 2017         | 2020            |
| 6  | Nuovo inizio                  | 2017         | 2020            |
| 7  | Vivere in piccolo             | 2017         | 2020            |
| 8  | Libertà di viaggiare          | 2017         | 2020            |
| 9  | Coppia in viaggio             | 2017         | 2020            |
| 10 | Musicisti itineranti          | 2017         | 2020            |
| 11 | Casa minuscola nel Michingan  | 2017         | 2020            |
| 12 | Minicasa in Colorado          | 2017         | 2020            |
| 13 | Vivere in una minicasa        | 2017         | 2020            |
| 14 | Piccola baita in legno        | 2017         | 2020            |
| 15 | Coppia sempre in viaggio      | 2017         | 2020            |
| 16 | Casa per ciclista             | 2017         | 2020            |
| 17 | Piccola casa per studenti     | 2017         | 2020            |
| 18 | Casa su ruote per famiglia    | 2017         | 2020            |
| 19 | Casa isolata                  | 2017         | 2020            |
| 20 | Minicasa per famiglia         | 2017         | 2020            |
| 21 | Famiglia ristretta            | 2017         | 2020            |
| 22 | Dan San Diego a una Minicasa  | 2017         | 2020            |
| 23 | Minicasa per single           | 2017         | 2020            |
| 24 | Viaggiare in minicasa         | 2017         | 2020            |
| 25 | La prima minicasa             | 2017         | 2020            |
| 26 | Minicasa sull'acqua           | 2017         | 2020            |
| 27 | Minicasa rustica              | 2017         | 2020            |
| 28 | Una casa mini e monofamiliare | 2017         | 2020            |
| 29 | Prima casa per diciottenne    | 2017         | 2020            |
| 30 | Minicasa essenziale           | 2017         | 2020            |